# 庄先
庄先（1946年7月—），福建福州人，汉族，中华人民共和国政治人物、第十一届全国人民代表大会福建地区代表。
毕业于中央党校。中国国民党革命委员会党员。2008年，担任全国人大常委会委员、全国人大农业与农村委员会委员，民革中央常委、福建省主委，福建省人大常委会副主任。